# Моля
Мо̀ля (на италиански: Moglia, на местен диалект: la Mòja, ла Моя) е градче и община в Северна Италия, провинция Мантуа, регион Ломбардия. Разположено е на 20 m надморска височина. Населението на общината е 5599 души (към 2015 г.).